# Dichrostachys richardiana
Dichrostachys richardiana är en ärtväxtart som beskrevs av Henri Ernest Baillon. Dichrostachys richardiana ingår i släktet Dichrostachys och familjen ärtväxter. Inga underarter finns listade i Catalogue of Life.